# Маньчжурская операция (1945)
Маньчжурская стратегическая наступательная операция — операция РККА и войск народно-революционной армии Монголии, проведённая 9 августа — 2 сентября, во время советско-японской войны в период Второй мировой войны, с целью разгрома японской Квантунской армии, занятия Маньчжурии и севера Кореи, и ликвидации военно-экономической базы Японии на Азиатском континенте. В советской публицистике — «Маньчжурский поход Красной армии». Известна также как битва за Маньчжурию, а в книгах Дэвида Гланца — как операция «Августовская буря».

## Расстановка сил

### Япония
К началу Маньчжурской операции на территории Маньчжоу-Го и Кореи была сосредоточена крупная стратегическая группировка японских, маньчжурских и мэнцзянских войск. Её основой была Квантунская армия (командующий: генерал Оцудзо Ямада), имевшая в своем составе 1-й, 3-й и 17-й (с 10 августа) фронты, 4-я отдельная армия (всего 31 пехотная дивизия, 11 пехотных и 2 танковые бригады, бригада смертников, отдельные части), 2-я и 5-я (с 10 августа) воздушная армия, Сунгарийская военная речная флотилия. Главнокомандующему Квантунской армией также подчинялись следующие войска: армия Маньчжоу-Го (2 пехотных и 2 кавалерийских дивизии, 12 пехотных бригад, 4 отдельных кавалерийских полка), армия Мэнцзяна (командующий: князь Дэвана (4 пехотных дивизии)) и Суйюаньская армейская группа (5 кавалерийских дивизий и 2 кавалерийских бригады).
Всего войска противника имели в своем составе: около миллиона человек, 400 танков (в основном броневики и легкие танки), 2000 самолётов (в основном учебные и устаревшие типы), 25 кораблей. 1/3 войск вражеской группировки располагалась в приграничной зоне, главные силы — в центральных районах Маньчжоу-Го. У границ с Советским Союзом и МНР имелись 17 укрепрайонов.

### СССР
В течение мая — начала августа советское командование перебросило на Дальний Восток часть высвободившихся на западе войск (свыше 400 тыс. человек, 7137 орудий и миномётов, 2119 танков и САУ и др.). Вместе с дислоцированными на Дальнем Востоке войсками перегруппированные соединения и части составили три фронта:
- Забайкальский: 17-я, 39-я, 36-я и 53-я армии, 6-я гвардейская танковая армия, конно-механизированная группа советско-монгольских войск, 12-я воздушная армия, Забайкальская армия ПВО страны; Маршал Советского Союза Р. Я. Малиновский;
- 1-й Дальневосточный: 35-я, 1-я Краснознамённая, 5-я и 25-я армии, Чугуевская оперативная группа, 10-й механизированный корпус, 9-я воздушная армия, Приморская армия ПВО страны; Маршал Советского Союза К. А. Мерецков;
- 2-й Дальневосточный: 2-я Краснознамённая, 15-я и 16-я армии, 5-й отдельный стрелковый корпус, 10-я воздушная армия, Приамурская армия ПВО страны; генерал армии М. А. Пуркаев.

Всего: 131 дивизия и 117 бригад, свыше 1,5 млн человек, свыше 27 тыс. орудий и миномётов, свыше 700 реактивно-миномётных установок, 5250 танков и САУ, свыше 3,7 тыс. самолётов.
Сухопутную границу СССР прикрывал 21 укреплённый район. К проведению Маньчжурской операции привлекались силы Тихоокеанского флота (около 165 тыс. человек, 416 кораблей, в том числе 2 крейсера, 1 лидер, 12 эсминцев, 78 подводных лодок, 1382 боевых самолёта, 2550 орудий и миномётов; адмирал И. С. Юмашев), Амурская военная флотилия (12,5 тыс. человек, 126 кораблей, 68 боевых самолётов, 199 орудий и миномётов; контр-адмирал Н. В. Антонов), а также Пограничные войска НКВД Приморского, Хабаровского и Забайкальского пограничных округов. Главнокомандующим советскими войсками на Дальнем Востоке был Маршал Советского Союза А. М. Василевский, главнокомандующий монгольскими войсками — Маршал МНР Хорлогийн Чойбалсан. Действия сил ВМФ и ВВС координировали адмирал флота Н. Г. Кузнецов и Главный маршал авиации А. А. Новиков.
Главным преимуществом советских войск над японцами в 1945 г. явилось не только их численное превосходство, но и обладание богатым и уникальным опытом, полученным в боях с германским вермахтом в 1941—1945 гг. Моральное состояние бойцов Красной Армии было высоким, а советские командиры были полны решимости применить на практике свой военный опыт.

## План операции

### Япония
Согласно японскому стратегическому плану, разработанному весной 1945 г., одна треть Квантунской армии, войска Маньчжоу‑Го и Внутренней Монголии были оставлены в пограничной полосе с задачей задержать продвижение советских войск в глубь Маньчжурии. Главные силы, сосредоточенные в центральных районах Маньчжурии, должны были вынудить советские войска перейти к обороне, а затем совместно с подошедшими резервами из Китая и Кореи отбросить их и вторгнуться на территорию СССР и МНР. Таким образом, японское командование планировало продержаться против Красной Армии не менее года.

### СССР
Оперативный замысел советского командования предусматривал нанесение двух основных (с территории МНР и Приморья) и нескольких вспомогательных ударов по сходящимся в центре Маньчжурии направлениям, глубокий охват главных сил Квантунской армии, рассечение их и последующий разгром по частям, овладение важнейшими военно-политическими центрами (Фэнтянем, Синьцзином, Харбином, Гирином). Маньчжурская операция проводилась на фронте шириной в 2700 км (активный участок), на глубину 200—800 км, на сложном театре военных действий с пустынно-степной, горной, лесисто-болотистой, таёжной местностью и крупными реками. Включала Хингано-Мукденскую, Харбино-Гиринскую и Сунгарийскую операции.

## Боевые действия

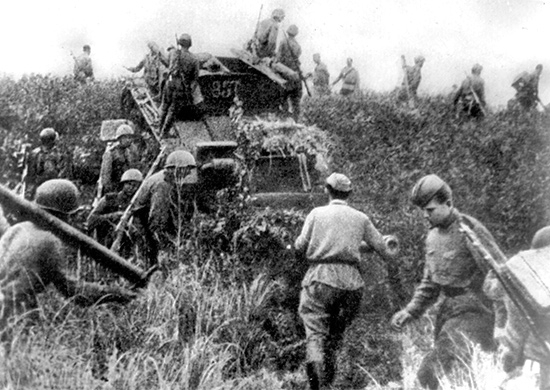
Советская пехота переходит границу.
9 августа 1945 года

9 августа, в день когда американскими ВВС был осуществлен взрыв атомной бомбы над Нагасаки, передовые и разведывательные отряды трёх советских фронтов получили приказ начать наступление. Авиация СССР нанесла массированные удары по японским военным объектам в Харбине, Синьцзине и Цзилине, по районам сосредоточения японских войск, узлам связи и коммуникациям противника в пограничной зоне. Тихоокеанский флот перерезал коммуникации, связывавшие Корею и Маньчжурию с Японией, и нанёс удары по японским военно-морским базам в северной Корее — Юки, Расину и Сэйсину. Войска Забайкальского фронта, наступая с территории МНР и Даурии, преодолели безводные степи, пустыню Гоби и горные хребты Большого Хингана, разгромили калганскую, солуньскую и хайларскую группировки противника, вышли на подступы к важнейшим промышленным и административным центрам Маньчжурии, отрезали Квантунскую армию от японских войск в Северном Китае и, заняв Синьцзин и Фэнтянь, продвигались к Дайрэну и Рёдзюну. Войска 1-го Дальневосточного фронта, наступавшие навстречу Забайкальскому фронту из Приморья, прорвали полосу пограничных укреплений противника, отразили в районе Муданьцзяна сильные контрудары японских войск, заняли Цзилинь и Харбин (совместно с войсками 2-го Дальневосточного фронта), во взаимодействии с десантами Тихоокеанского флота овладели портами Юки, Расин, Сэйсин и Гэндзан, а затем заняли северную часть Кореи (севернее 38-й параллели), отрезав японские войска от метрополии (см. Харбино-Гиринская операция 1945). Войска 2-го Дальневосточного фронта во взаимодействии с Амурской военной флотилией форсировали рр. Амур и Уссури, прорвали долговременную оборону противника в районах Хэйхэ и Фуцзинья, преодолели горный хребет Малый Хинган и совместно с войсками 1-го Дальневосточного фронта овладели Харбином (см. Сунгарийская операция 1945).

## Десант на Харбини ультиматум о капитуляции армии Японии
Георгий Акимович Шелахов, начальник штаба 1й Красной Армии в звании генерал-майора, в августе 1945 во главе воздушного десанта успешно совершил смертельно-опасную операцию - взятие Харбина и арест командования 600-тысячной Квантунской армии. Возглавив 100 десантников на шести самолётах Ли-2, генерал Шелахов взял аэропорт Харбина, арестовал начальника штаба Квантунской армии генерала Х. Хата и предъявил ультиматум по сдаче Квантунской армии Японии. Своевременная десантная операция предотвратила бактериологическую войну, которая готовилась в секретной лаборатории Отряда 731 в Харбине, где несколько японских самолетов были загружены бактериологическими бомбами с сотнями килограммов смертельных бактерий "черной чумы". Летчики - камикадзе имели приказ отомстить за ядерную бомбардировку Хиросимы бактериологическими ударами по крупным городам России и Китая с неизбежным распространением эпидемии по всему миру. Император Хирохито приказал Квантунской армии принять ультиматум и сложить оружие, предотвратив таким образом чудовищное преступление бактериологической войны. 10 японских генералов были казнены по приговору Международного Военного Трибунала в Токио. Генерал Хата и еще 20 высших офицеров осуждены на пожизненное заключение за преступление против человечества. Десантная операция по захвату Харбина и аресту штаба Квантунской армии Японии была засекречена. Ультиматум по сдаче Квантунской армии был сразу передан в Токио и определил итоги войны.

## Капитуляция Японии
16 августа 1945 года командующий Квантунской армии генерал Ямада Отодзо приказал своей армии сдаться после получения приказа от императора Хирохито, который объявил о капитуляции Японии 15 августа 1945 года. Некоторые японские дивизии отказались сдаться, и боевые действия продолжались в течение следующих нескольких дней. С 19 августа японские войска, до которых к этому времени был доведен указ императора Японии о капитуляции, почти повсеместно стали сдаваться в плен. К 19 августа в плен сдались 41 199 японских солдата Квантунской армии. Чтобы ускорить этот процесс и не дать противнику возможности вывезти или уничтожить материальные ценности, с 18 по 27 августа были высажены воздушные десанты в Харбине, Фэнтяне, Синьцзине, Цзилине, Рёдзюне, Дайрэне, Хэйдзё и других городах, а также использованы подвижные передовые отряды. К 20 августа советские войска продвинулись вглубь Северо-Восточного Китая с запада на 400—800 км, с востока и севера — на 200—300 км, вышли на Маньчжурскую равнину, расчленили японские войска на ряд изолированных группировок и завершили их окружение и пленение. Всего от 594 000 до 609 000 японских солдат сдались в плен советским войскам после окончания боевых действий.

## Итоги операции

Кладбище павших воинов РККА, построенное в Маньчжурии после Маньчжурской операции

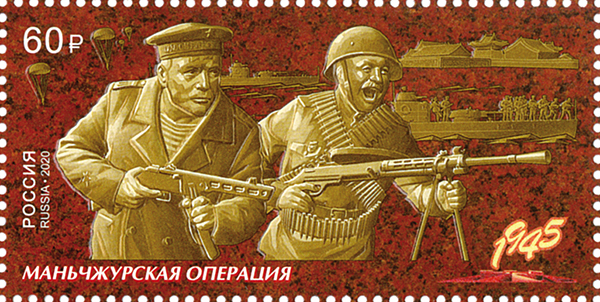
Почтовая марка из серии «Путь к Победе». Маньчжурская стратегическая наступательная операция

Квантунская армия прекратила свое существование всего за 10 дней — в период с 9 по 20 августа потери советских войск в боях за главную горную цитадель (Большой Хинган) составили около 3 тыс. человек. 26 августа японцы оставили архипелаг Шумшу на Курилах. К 29—30 августа было сломлено сопротивление японских частей на Сахалине и Курильских островах. В общей сложности японские войска потеряли свыше 700 тыс. солдат и офицеров, из них около 84 тыс. убитыми и более 640 тыс. пленными. Советские потери составили 36,5 тыс. человек, из них около трети убитыми и пропавшими без вести. Территории гряды Курил и остров Сахалин, южная часть которого была передана под токийский протекторат ещё в русско-японскую войну 1904—1905 гг., вернулись в состав СССР.
Успешное проведение Маньчжурской операции позволило в сравнительно короткие сроки занять Южный Сахалин и Курильские острова. За боевые отличия 220 соединений и частей получили почётные наименования «Хинганские», «Амурские», «Уссурийские», «Харбинские», «Мукденские», «Порт-Артурские» и др. 301 соединение и часть были награждены орденами, 92 воина были удостоены звания Героя Советского Союза.
2 сентября 1945 года в Токийской бухте на борту американского линкора «Миссури» японские представители в присутствии полномочных представителей СССР, США, Китая, Великобритании, Франции и других союзных государств подписали Акт о безоговорочной капитуляции Японии. На этом закончилась Вторая мировая война, длившаяся шесть лет и один день.

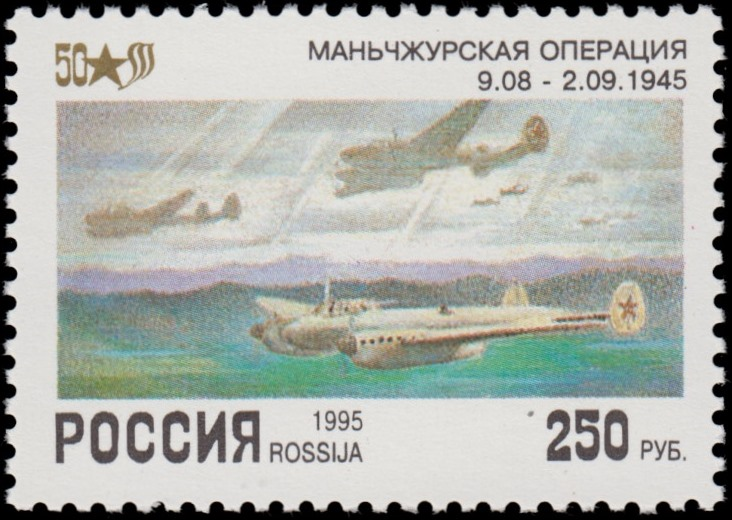
Почтовая марка 1995 год. Серия посвящённая 50-летию Победы

## Военные преступления
На занятой советскими войсками территории были обнаружены свидетельства жестокого обращения японских оккупационных войск с местным населением, в том числе, обнаружена лаборатория, где над людьми ставились опыты и эксперименты при разработке бактериологического оружия (отряд 731).